# Suraž (Rusko)
Suraž (rusky  Сураж) je město v Brjanské oblasti v Ruské federaci. Při sčítání lidu v roce 2010 mělo přes jedenáct tisíc obyvatel.

## Poloha a doprava
Suraž leží na pravém, západním břehu Iputě, levého přítoku Sože v povodí Dněpru. Od Brjansku, správního střediska oblasti, je Suraž vzdálen zhruba 175 kilometrů jihozápadně.
Od roku 1923 vede přes Suraž železniční trať Orša–Kryčau–Uněča.

## Dějiny
První zmínka o osídlení je ze 17. století, kdy se vesnice nazývala Suražiči (Суражичи). Od roku 1781, kdy byla povýšena na město, do roku 1797 se nazývala Suraž-na-Iputi (Сураж-на-Ипути), pak už jen krátce Suraž.
Za druhé světové války obsadila Suraž 17. srpna 1941 německá armáda a zpět jej dobyly 23. září 1943 jednotky Brjanského frontu Rudé armády.